# La Libertad Avanza (partido)
La Libertad Avanza (LLA) es un partido político argentino de tendencia conservadora en temas sociales y  libertaria en temas económicos, fundado en 2022 y cuya misión política es «desmantelar el Estado». Es presidido por Karina Milei y secundado por Martín Menem, quienes reconocen como líder del espacio a Javier Milei, presidente de la Nación al momento de ser fundado. 
La denominación del partido está tomada de la coalición electoral del mismo nombre, integrada por varios partidos y fundada en 2021 para impulsar la candidatura de Milei, que ganó las elecciones presidenciales de 2023. Su color representativo es el violeta.

## Historia
En 2021, se formó una coalición electoral bajo el nombre de «La Libertad Avanza», integrada por varios partidos políticos, con el objetivo de impulsar la candidatura del economista Javier Milei a diputado nacional por el distrito de la Ciudad de Buenos Aires, siendo posteriormente electo con el 17,04% de los votos. En paralelo, el también electo diputado provincial de La Rioja, Martín Menem, decidió fundar un partido homónimo en su provincia, que fue administrativamente reconocido en diciembre de 2022.
Luego de ganar las elecciones presidenciales de 2023 y llegar a la presidencia, Milei, junto con su núcleo cercano liderado por su hermana Karina Milei, decidió fundar un partido político utilizando el mismo nombre, para aumentar su influencia política dentro de la coalición. En 2025, participó ya por primera vez como partido único en las distintas elecciones provinciales que se realizaron, obteniendo la victoria en la Ciudad Autónoma de Buenos Aires y en la provincia del Chaco (en coalición con el oficialismo radical).

## Ideología
Según su plataforma política, la ideología del partido se centra en la protección y bienestar de la sociedad, priorizando la lucha contra la inflación y la reforma del Estado para garantizar la vida, la libertad y la propiedad de todos los ciudadanos. El espacio también cree en un Estado de Derecho fuerte que proteja los derechos fundamentales, en la represión del delito y en el diálogo constructivo como medio para alcanzar un país más libre y próspero. Su enfoque es político-ideológico, basado en la discusión de ideas y no en perseguir a la oposición, respetando la libertad de expresión y promoviendo una sociedad justa, segura y libre para todos, donde el Estado sea un medio para proteger los derechos ciudadanos.
Su política monetaria de libre competencias de monedas busca mantener la estabilidad y el poder adquisitivo del peso argentino frente a otras monedas, especialmente el dólar estadounidense, en un lineamiento conocido como ‹‹Peso Fuerte››. Este enfoque intenta reducir la inflación mediante la restricción en la emisión de dinero, promoviendo la independencia del Banco Central y controlando la base monetaria. Inspirada en modelos internacionales de estabilidad monetaria.

## Agrupaciones
- En 2024 se creó la agrupación Las Fuerzas del Cielo, liderada por Daniel Parisini, conocido en redes sociales como «Gordo Dan», quien definió al espacio como el «brazo armado de La Libertad Avanza».[42]

## Distritos
El primer distrito en tener personería jurídica fue La Rioja, en diciembre de 2022. En julio de 2025, el partido obtuvo la personería jurídica definitiva en los veinticuatro distritos del país.
| Distritos              | Presidente                             | Alianza de distrito | Personería jurídica | N.° Afiliados               | Ref.                               |
| ---------------------- | -------------------------------------- | ------------------- | ------------------- | --------------------------- | ---------------------------------- |
| Buenos Aires           | Sebastián Pareja                       |                     | Definitiva          | 17.031                      | [ 47 ] [ 48 ] [ 49 ] [ 50 ] [ 51 ] |
| Ciudad de Buenos Aires | Pilar Ramírez                          | Definitiva          | 4.367               | [ 52 ]                      |                                    |
| Catamarca              | Federico Lencina                       | Definitiva          | 1.437               | [ 53 ]                      |                                    |
| Chaco                  | Alfredo Rodríguez                      | Definitiva          | 4.222               | [ 54 ] [ 55 ]               |                                    |
| Chubut                 | César Treffinger                       | Definitiva          | 1.910               | [ 56 ]                      |                                    |
| Córdoba                | Gabriel Bornoroni                      | Definitiva          | 4.347               | [ 57 ] [ 58 ]               |                                    |
| Corrientes             | Laura Peralta Marcoré                  | Definitiva          | 2.896               | [ 59 ]                      |                                    |
| Entre Ríos             | Roque Fleitas                          | Definitiva          | 4.554               | [ 60 ] [ 61 ]               |                                    |
| Formosa                | Esteban López Tozzi                    | Definitiva          | 2.061               | [ 62 ] [ 63 ]               |                                    |
| Jujuy                  | Ezequiel Atauche                       | Definitiva          | 2.364               | [ 64 ]                      |                                    |
| La Pampa               | Adrián Ravier                          | Definitiva          | 1.624               | [ 65 ]                      |                                    |
| La Rioja               | Martín Menem                           | Definitiva          | 1.486               | [ 66 ] [ 67 ]               |                                    |
| Mendoza                | Facundo Correa Llano                   | Definitiva          | 4.244               | [ 68 ] [ 69 ] [ 70 ] [ 71 ] |                                    |
| Misiones               | Adrián Núñez                           | Definitiva          | 4.164               | [ 72 ]                      |                                    |
| Neuquén                | Nadia Márquez                          | Definitiva          | 2.280               | [ 73 ]                      |                                    |
| Río Negro              | Lorena Villaverde                      | Definitiva          | 2.392               | [ 74 ]                      |                                    |
| Salta                  | Eduardo José Virgili                   | Definitiva          | 3.819               | [ 75 ] [ 76 ] [ 77 ]        |                                    |
| San Juan               | José Peluc                             | Definitiva          | 2.554               | [ 78 ] [ 79 ]               |                                    |
| San Luis               | Diego Manuel Vartabedian (Interventor) | Definitiva          | 1.701               | [ 80 ] [ 81 ]               |                                    |
| Santa Cruz             | Jairo Guzmán                           | Definitiva          | 1.062               | [ 82 ]                      |                                    |
| Santa Fe               | Romina Diez                            | Definitiva          | 4.136               | [ 83 ] [ 84 ]               |                                    |
| Santiago del Estero    | Tomás Figueroa                         | Definitiva          | 3.502               | [ 85 ]                      |                                    |
| Tierra del Fuego       | Agustín Coto                           | Definitiva          | 1.256               | [ 86 ]                      |                                    |
| Tucumán                | Lisandro Catalán                       | Definitiva          | 4.500               | [ 87 ]                      |                                    |

### Número de afiliados
| Data      | Afiliados   | Afiliados             | Personería jurídica (de Distrito) | Personería jurídica (de Distrito) |
| Data      | Cantidad    | Crecimiento periódico | Distritos                         | Crecimiento                       |
| --------- | ----------- | --------------------- | --------------------------------- | --------------------------------- |
| dic./2022 | 1.175       | Sin cambios           | 1                                 | Sin cambios                       |
| dic./2023 | Sin cambios | Sin cambios           | 1                                 | Sin cambios                       |
| dic./2024 | 65.253      | 64.078                | 17                                | 16                                |
| jul./2025 | 83.909      | 18.656                | 24                                | 7                                 |

## Composición Legislativa

### Cámara de Diputados de la Nación
| Bloque La Libertad Avanza (LLA) 26 diputados - Presidente: Gabriel Bornoroni | Bloque La Libertad Avanza (LLA) 26 diputados - Presidente: Gabriel Bornoroni | Bloque La Libertad Avanza (LLA) 26 diputados - Presidente: Gabriel Bornoroni | Bloque La Libertad Avanza (LLA) 26 diputados - Presidente: Gabriel Bornoroni | Bloque La Libertad Avanza (LLA) 26 diputados - Presidente: Gabriel Bornoroni | Bloque La Libertad Avanza (LLA) 26 diputados - Presidente: Gabriel Bornoroni | Bloque La Libertad Avanza (LLA) 26 diputados - Presidente: Gabriel Bornoroni |
| Partido                                                                      | Partido                                                                      | Retrato                                                                      | Nombre                                                                       | Provincia                                                                    | Mandato                                                                      | Mandato                                                                      |
| Partido                                                                      | Partido                                                                      | Retrato                                                                      | Nombre                                                                       | Provincia                                                                    | Inicio                                                                       | Fin                                                                          |
| ---------------------------------------------------------------------------- | ---------------------------------------------------------------------------- | ---------------------------------------------------------------------------- | ---------------------------------------------------------------------------- | ---------------------------------------------------------------------------- | ---------------------------------------------------------------------------- | ---------------------------------------------------------------------------- |
|                                                                              |                                                                              |                                                                              | Carolina Píparo                                                              | Buenos Aires                                                                 | 2021                                                                         | 2025                                                                         |
|                                                                              |                                                                              |                                                                              | José Luis Espert                                                             | Buenos Aires                                                                 | 2021                                                                         | 2025                                                                         |
|                                                                              |                                                                              |                                                                              | Álvaro Fernando Martínez                                                     | Mendoza                                                                      | 2021                                                                         | 2025                                                                         |
|                                                                              |                                                                              |                                                                              | Alberto Benegas Lynch                                                        | Buenos Aires                                                                 | 2023                                                                         | 2027                                                                         |
|                                                                              |                                                                              |                                                                              | Guillermo Montenegro                                                         | Buenos Aires                                                                 | 2023                                                                         | 2027                                                                         |
|                                                                              |                                                                              |                                                                              | Juliana Santillán                                                            | Buenos Aires                                                                 | 2023                                                                         | 2027                                                                         |
|                                                                              |                                                                              |                                                                              | Lilia Lemoine                                                                | Buenos Aires                                                                 | 2023                                                                         | 2027                                                                         |
|                                                                              |                                                                              |                                                                              | Lorena Macyszyn                                                              | Buenos Aires                                                                 | 2023                                                                         | 2027                                                                         |
|                                                                              |                                                                              |                                                                              | Santiago Santurio                                                            | Buenos Aires                                                                 | 2023                                                                         | 2027                                                                         |
|                                                                              |                                                                              |                                                                              | Alida Ferreyra                                                               | Ciudad de Buenos Aires                                                       | 2023                                                                         | 2027                                                                         |
|                                                                              |                                                                              |                                                                              | César Treffinger                                                             | Chubut                                                                       | 2023                                                                         | 2027                                                                         |
|                                                                              |                                                                              |                                                                              | María Celeste Ponce                                                          | Córdoba                                                                      | 2023                                                                         | 2027                                                                         |
|                                                                              |                                                                              |                                                                              | Gabriel Bornoroni                                                            | Córdoba                                                                      | 2023                                                                         | 2027                                                                         |
|                                                                              |                                                                              |                                                                              | Lisandro Almirón                                                             | Corrientes                                                                   | 2023                                                                         | 2027                                                                         |
|                                                                              |                                                                              |                                                                              | Beltrán Benedit                                                              | Entre Ríos                                                                   | 2023                                                                         | 2027                                                                         |
|                                                                              |                                                                              |                                                                              | Manuel Quintar                                                               | Jujuy                                                                        | 2023                                                                         | 2027                                                                         |
|                                                                              |                                                                              |                                                                              | Martín Menem                                                                 | La Rioja                                                                     | 2023                                                                         | 2027                                                                         |
|                                                                              |                                                                              |                                                                              | Facundo Correa Llano                                                         | Mendoza                                                                      | 2023                                                                         | 2027                                                                         |
|                                                                              |                                                                              |                                                                              | Nadia Márquez                                                                | Neuquén                                                                      | 2023                                                                         | 2027                                                                         |
|                                                                              |                                                                              |                                                                              | Lorena Villaverde                                                            | Río Negro                                                                    | 2023                                                                         | 2027                                                                         |
|                                                                              |                                                                              |                                                                              | María Emilia Orozco                                                          | Salta                                                                        | 2023                                                                         | 2027                                                                         |
|                                                                              |                                                                              |                                                                              | José Peluc                                                                   | San Juan                                                                     | 2023                                                                         | 2027                                                                         |
|                                                                              |                                                                              |                                                                              | Romina Diez                                                                  | Santa Fe                                                                     | 2023                                                                         | 2027                                                                         |
|                                                                              |                                                                              |                                                                              | Nicolás Mayoraz                                                              | Santa Fe                                                                     | 2023                                                                         | 2027                                                                         |
|                                                                              |                                                                              |                                                                              | Santiago Pauli                                                               | Tierra del Fuego                                                             | 2023                                                                         | 2027                                                                         |
|                                                                              |                                                                              |                                                                              | Gerardo Huesen                                                               | Tucumán                                                                      | 2023                                                                         | 2027                                                                         |

| Bloque Coherencia 2 diputados - Presidente: Carlos D'Alessandro | Bloque Coherencia 2 diputados - Presidente: Carlos D'Alessandro | Bloque Coherencia 2 diputados - Presidente: Carlos D'Alessandro | Bloque Coherencia 2 diputados - Presidente: Carlos D'Alessandro | Bloque Coherencia 2 diputados - Presidente: Carlos D'Alessandro | Bloque Coherencia 2 diputados - Presidente: Carlos D'Alessandro | Bloque Coherencia 2 diputados - Presidente: Carlos D'Alessandro |
| Partido                                                         | Partido                                                         | Retrato                                                         | Nombre                                                          | Provincia                                                       | Mandato                                                         | Mandato                                                         |
| Partido                                                         | Partido                                                         | Retrato                                                         | Nombre                                                          | Provincia                                                       | Inicio                                                          | Fin                                                             |
| --------------------------------------------------------------- | --------------------------------------------------------------- | --------------------------------------------------------------- | --------------------------------------------------------------- | --------------------------------------------------------------- | --------------------------------------------------------------- | --------------------------------------------------------------- |
|                                                                 |                                                                 |                                                                 | Gerardo González                                                | Formosa                                                         | 2023                                                            | 2027                                                            |
|                                                                 |                                                                 |                                                                 | Carlos D'Alessandro                                             | San Luis                                                        | 2023                                                            | 2027                                                            |

#### Situación Parlamentaria
| Año  | Bloque             | Bancas | Situación | Posición        | Presidente del bloque | Presidente de la Nación | Listado de diputados |
| ---- | ------------------ | ------ | --------- | --------------- | --------------------- | ----------------------- | --- |
| 2021 | La Libertad Avanza | 1/257  | Oposición | Minoría         | Javier Milei          | Alberto Fernández       | 1. Javier Milei |
| 2023 | La Libertad Avanza | 27/257 | Gobierno  | Segunda minoría | Gabriel Bornoroni     | Javier Milei            | 1. Carolina Píparo (hasta 2025) 2. José Luis Espert (hasta 2025) 3. Álvaro Martínez (hasta 2025) 4. Alberto Benegas Lynch 5. Guillermo Montenegro 6. Juliana Santillán 7. Lilia Lemoine 8. Lorena Macyszyn 9. Santiago Santurio 10. Alida Ferreyra 11. César Treffinger 12. María Celeste Ponce 13. Gabriel Bornoroni 14. Lisandro Almirón 15. Beltrán Benedit 16. Gerardo González 17. Manuel Quintar 18. Martín Menem 19. Facundo Correa Llano 20. Nadia Márquez 21. Lorena Villaverde 22. María Emilia Orozco 23. José Peluc 24. Carlos D'Alessandro 25. Romina Diez 26. Nicolás Mayoraz 27. Santiago Pauli 28. Gerardo Huesen |

### Cámara de Senadores de la Nación
| Bloque La Libertad Avanza (LLA) 6 senadores - Presidente: Ezequiel Atauche | Bloque La Libertad Avanza (LLA) 6 senadores - Presidente: Ezequiel Atauche | Bloque La Libertad Avanza (LLA) 6 senadores - Presidente: Ezequiel Atauche | Bloque La Libertad Avanza (LLA) 6 senadores - Presidente: Ezequiel Atauche | Bloque La Libertad Avanza (LLA) 6 senadores - Presidente: Ezequiel Atauche | Bloque La Libertad Avanza (LLA) 6 senadores - Presidente: Ezequiel Atauche | Bloque La Libertad Avanza (LLA) 6 senadores - Presidente: Ezequiel Atauche |
| Partido                                                                    | Partido                                                                    | Retrato                                                                    | Nombre                                                                     | Provincia                                                                  | Mandato                                                                    | Mandato                                                                    |
| Partido                                                                    | Partido                                                                    | Retrato                                                                    | Nombre                                                                     | Provincia                                                                  | Inicio                                                                     | Fin                                                                        |
| -------------------------------------------------------------------------- | -------------------------------------------------------------------------- | -------------------------------------------------------------------------- | -------------------------------------------------------------------------- | -------------------------------------------------------------------------- | -------------------------------------------------------------------------- | -------------------------------------------------------------------------- |
|                                                                            |                                                                            |                                                                            | Ezequiel Atauche                                                           | Jujuy                                                                      | 2023                                                                       | 2029                                                                       |
|                                                                            |                                                                            |                                                                            | Vilma Bedia                                                                | Jujuy                                                                      | 2023                                                                       | 2029                                                                       |
|                                                                            |                                                                            |                                                                            | Juan Carlos Pagotto                                                        | La Rioja                                                                   | 2023                                                                       | 2029                                                                       |
|                                                                            |                                                                            |                                                                            | Bruno Olivera                                                              | San Juan                                                                   | 2023                                                                       | 2029                                                                       |
|                                                                            |                                                                            |                                                                            | Bartolomé Abdala                                                           | San Luis                                                                   | 2023                                                                       | 2029                                                                       |
|                                                                            |                                                                            |                                                                            | Ivanna Arrascaeta                                                          | San Luis                                                                   | 2023                                                                       | 2029                                                                       |

| Año  | Bloque             | Bancas | Situación | Posición        | Presidente del bloque | Presidente de la Nación | Listado de senadores                                                                                                |
| ---- | ------------------ | ------ | --------- | --------------- | --------------------- | ----------------------- | --- |
| 2023 | La Libertad Avanza | 6/72   | Gobierno  | Tercera minoría | Ezequiel Atauche      | Javier Milei            | 1. Ezequiel Atauche 2. Vilma Bedia 3. Juan Carlos Pagotto 4. Bruno Olivera 5. Bartolomé Abdala 6. Ivanna Arrascaeta |

#### Diputados Provinciales
| Interbloque                           | Interbloque                                                   | Nombre                 | Nombre                         | Provincia              | Mandato | Mandato |
| Interbloque                           | Interbloque                                                   | Nombre                 | Nombre                         | Provincia              | Inicio  | Fin     |
| ------------------------------------- | ------------------------------------------------------------- | ---------------------- | ------------------------------ | ---------------------- | ------- | ------- |
|                                       | La Libertad Avanza (11) (Presidente: Agustín Romo)            |                        |                                |                        |         |         |
|                                       | Ramón Vera (LLA)                                              | Buenos Aires           | 2023                           | 2027                   |         |         |
| Geraldine Calvella (LLA)              | Buenos Aires                                                  | 2024                   | 2027                           |                        |         |         |
| Gastón Abonjo (LLA)                   | Buenos Aires                                                  | 2023                   | 2027                           |                        |         |         |
| Agustín Romo (LLA)                    | Buenos Aires                                                  | 2023                   | 2027                           |                        |         |         |
| Oriana Colugnatti (LLA)               | Buenos Aires                                                  | 2023                   | 2027                           |                        |         |         |
| Sofía Pomponio (LLA)                  | Buenos Aires                                                  | 2023                   | 2027                           |                        |         |         |
| Jazmín Carrizo (LLA)                  | Buenos Aires                                                  | 2023                   | 2027                           |                        |         |         |
| Florencia Retamoso (LLA)              | Buenos Aires                                                  | 2023                   | 2025                           |                        |         |         |
| Fernando Compagnoni (LLA)             | Buenos Aires                                                  | 2021                   | 2025                           |                        |         |         |
| Abigail Gómez (LLA)                   | Buenos Aires                                                  | 2021                   | 2025                           |                        |         |         |
| Guillermo Castello (LLA)              | Buenos Aires                                                  | 2021                   | 2025                           |                        |         |         |
|                                       | La Libertad Avanza (7) (Presidente: María del Pilar Ramírez)  |                        | María del Pilar Ramírez (LLA)  | Ciudad de Buenos Aires | 2023    | 2027    |
| Silvia Imas (LLA)                     | La Libertad Avanza (7) (Presidente: María del Pilar Ramírez)  | Ciudad de Buenos Aires | 2023                           | 2027                   |         |         |
| Rebeca Fleitas (LLA)                  | La Libertad Avanza (7) (Presidente: María del Pilar Ramírez)  | Ciudad de Buenos Aires | 2021                           | 2025                   |         |         |
| Leonardo Saifert (LLA)                | La Libertad Avanza (7) (Presidente: María del Pilar Ramírez)  | Ciudad de Buenos Aires | 2021                           | 2025                   |         |         |
| Marina Kienast (LLA)                  | La Libertad Avanza (7) (Presidente: María del Pilar Ramírez)  | Ciudad de Buenos Aires | 2021                           | 2025                   |         |         |
| Juan Pablo Arenaza (LLA)              | La Libertad Avanza (7) (Presidente: María del Pilar Ramírez)  | Ciudad de Buenos Aires | 2021                           | 2025                   |         |         |
| María Luisa González Estevarena (LLA) | La Libertad Avanza (7) (Presidente: María del Pilar Ramírez)  | Ciudad de Buenos Aires | 2021                           | 2025                   |         |         |
|                                       | La Libertad Avanza (4) (Presidente: Adrián Brizuela)          |                        | Adrián Brizuela (LLA)          | Catamarca              | 2023    | 2027    |
| Federico Lencina (LLA)                | La Libertad Avanza (4) (Presidente: Adrián Brizuela)          | Catamarca              | 2023                           | 2027                   |         |         |
| Analía Aguaisol Barbosa (LLA)         | La Libertad Avanza (4) (Presidente: Adrián Brizuela)          | Catamarca              | 2023                           | 2027                   |         |         |
| Verónica Vallejos (LLA)               | La Libertad Avanza (4) (Presidente: Adrián Brizuela)          | Catamarca              | 2023                           | 2027                   |         |         |
|                                       | La Libertad Avanza (2) (Presidente: Roque Fleitas)            |                        | Roque Fleitas (LLA)            | Entre Ríos             | 2023    | 2027    |
| Débora Todoni (LLA)                   | La Libertad Avanza (2) (Presidente: Roque Fleitas)            | Entre Ríos             | 2023                           | 2027                   |         |         |
|                                       | La Libertad Avanza (1) (Presidente: Gustavo Cairo)            |                        | Gustavo Cairo (LLA)            | Mendoza                | 2023    | 2027    |
|                                       | La Libertad Avanza (1) (Presidente: Brenda Buchiniz Zaniuk)   |                        | Brenda Buchiniz Zaniuk (LLA)   | Neuquén                | 2023    | 2027    |
|                                       | La Libertad Avanza (1) (Presidente: César Domínguez)          |                        | César Domínguez (LLA)          | Río Negro              | 2023    | 2027    |
|                                       | La Libertad Avanza (1) (Presidente: Roque Cornejo Avellaneda) |                        | Roque Cornejo Avellaneda (LLA) | Salta                  | 2021    | 2025    |
|                                       | La Libertad Avanza (1) (Presidente: Mariló Gau)               |                        | Mariló Gau (LLA)               | Santiago del Estero    | 2021    | 2025    |
|                                       | La Libertad Avanza (2) (Presidente: Agustín Coto)             |                        | Agustín Coto (LLA)             | Tierra del Fuego       | 2023    | 2027    |
| Natalia Graciania Flores (LLA)        | La Libertad Avanza (2) (Presidente: Agustín Coto)             | Tierra del Fuego       | 2023                           | 2027                   |         |         |
|                                       | Avanza Tucumán (1) (Presidente: José Seleme)                  |                        | José Seleme (LLA)              | Tucumán                | 2023    | 2027    |

#### Senadores Provinciales
| Bloque                  | Bloque                                            | Nombre       | Nombre                | Provincia    | Mandato | Mandato |
| Bloque                  | Bloque                                            | Nombre       | Nombre                | Provincia    | Inicio  | Fin     |
| ----------------------- | ------------------------------------------------- | ------------ | --------------------- | ------------ | ------- | ------- |
|                         | Libertad Avanza (4) (Presidente: Carlos Curestis) |              | Carlos Curestis (LLA) | Buenos Aires | 2024    | 2027    |
| Betina Riva (LLA)       | Libertad Avanza (4) (Presidente: Carlos Curestis) | Buenos Aires | 2023                  | 2027         |         |         |
| Florencia Arietto (LLA) | Libertad Avanza (4) (Presidente: Carlos Curestis) | Buenos Aires | 2021                  | 2025         |         |         |
| Daniela Reich (LLA)     | Libertad Avanza (4) (Presidente: Carlos Curestis) | Buenos Aires | 2021                  | 2025         |         |         |

#### Parlamento del Mercosur
| Interbloque             | Interbloque                                            | Nombre   | Nombre               | Provincia | Mandato | Mandato |
| Interbloque             | Interbloque                                            | Nombre   | Nombre               | Provincia | Inicio  | Fin     |
| ----------------------- | ------------------------------------------------------ | -------- | -------------------- | --------- | ------- | ------- |
|                         | La Libertad Avanza (5) (Presidente: Patricio Villegas) |          | Alfredo Olmedo (LLA) | Salta     | 2023    | 2027    |
| David Ocaña (LLA)       | La Libertad Avanza (5) (Presidente: Patricio Villegas) | San Luis | 2023                 | 2027      |         |         |
| Miriam Niveyro (LLA)    | La Libertad Avanza (5) (Presidente: Patricio Villegas) | Nacional | 2023                 | 2027      |         |         |
| Iván Dubois (LLA)       | La Libertad Avanza (5) (Presidente: Patricio Villegas) | Nacional | 2023                 | 2027      |         |         |
| Soledad Pedernera (LLA) | La Libertad Avanza (5) (Presidente: Patricio Villegas) | Nacional | 2023                 | 2027      |         |         |

#### Concejales Provinciales
Nota: En la lista se detallan todos los concejales que acompañan y siguen las órdenes de Karina Milei, líder del partido, así como también a los diferentes presidentes de distrito.
| Concejales                         | Concejales           | Concejales            | Concejales                         | Concejales            | Concejales | Concejales |
| Bloque                             | Bloque               | Nombre                | Nombre                             | Partido               | Mandato    | Mandato    |
| Bloque                             | Bloque               | Nombre                | Nombre                             | Partido               | Inicio     | Fin        |
| ---------------------------------- | -------------------- | --------------------- | ---------------------------------- | --------------------- | ---------- | ---------- |
| Buenos Aires                       |                      |                       |                                    |                       |            |            |
|                                    | Libertad Avanza (2)  |                       | Roberto Rodas (LLA)                | Adolfo Alsina         | 2023       | 2027       |
| Micaela Amarain (LLA)              | Libertad Avanza (2)  | Adolfo Alsina         | 2023                               | 2027                  |            |            |
|                                    | Libertad Avanza (4)  |                       | Juan Pedro Aquino (LLA)            | Almirante Brown       | 2023       | 2027       |
| Roberto Barreiro (LLA)             | Libertad Avanza (4)  | Almirante Brown       | 2023                               | 2027                  |            |            |
| Diego Fernández Garrido (LLA)      | Libertad Avanza (4)  | Almirante Brown       | 2023                               | 2027                  |            |            |
| Natalia Germán (LLA)               | Libertad Avanza (4)  | Almirante Brown       | 2023                               | 2027                  |            |            |
|                                    | Libertad Avanza (3)  |                       | Arnaldo Díaz (LLA)                 | Avellaneda            | 2023       | 2027       |
| Damián Paz (LLA)                   | Libertad Avanza (3)  | Avellaneda            | 2023                               | 2027                  |            |            |
| Patricia Ventosa (LLA)             | Libertad Avanza (3)  | Avellaneda            | 2023                               | 2027                  |            |            |
|                                    | Libertad Avanza (3)  |                       | Saúl Lucero (LLA)                  | Azul                  | 2023       | 2027       |
| Andrea Barceló (LLA)               | Libertad Avanza (3)  | Azul                  | 2023                               | 2027                  |            |            |
| Virginia Torres (LLA)              | Libertad Avanza (3)  | Azul                  | 2023                               | 2027                  |            |            |
|                                    | Libertad Avanza (2)  |                       | Vanina Linzuain (LLA)              | Bahía Blanca          | 2023       | 2027       |
| Mauro Reyes (LLA)                  | Libertad Avanza (2)  | Bahía Blanca          | 2023                               | 2027                  |            |            |
|                                    | Libertad Avanza (2)  |                       | María Laso Barreiro (LLA)          | Balcarce              | 2023       | 2027       |
| Enrique Guillén (LLA)              | Libertad Avanza (2)  | Balcarce              | 2023                               | 2027                  |            |            |
|                                    | Libertad Avanza (2)  |                       | Emanuel Marega (LLA)               | Baradero              | 2023       | 2027       |
| Romina Fernández (LLA)             | Libertad Avanza (2)  | Baradero              | 2023                               | 2027                  |            |            |
|                                    | Libertad Avanza (4)  |                       | Cecilia Franco (LLA)               | Berazategui           | 2023       | 2027       |
| Héctor Ravelo (LLA)                | Libertad Avanza (4)  | Berazategui           | 2023                               | 2027                  |            |            |
| Dante Morini (LLA)                 | Libertad Avanza (4)  | Berazategui           | 2023                               | 2027                  |            |            |
| Julián Amendolaggine (LLA)         | Libertad Avanza (4)  | Berazategui           | 2023                               | 2027                  |            |            |
|                                    | Libertad Avanza (1)  |                       | Melisa Aguilera (LLA)              | Berisso               | 2023       | 2027       |
|                                    | Libertad Avanza (2)  |                       | Flavio De Marco (LLA)              | Bolívar               | 2023       | 2027       |
| Ariel Alomar (LLA)                 | Libertad Avanza (2)  | Bolívar               | 2021                               | 2025                  |            |            |
|                                    | Libertad Avanza (2)  |                       | Daniela Monzón (LLA)               | Bragado               | 2023       | 2027       |
| Germán Diaz (LLA)                  | Libertad Avanza (2)  | Bragado               | 2023                               | 2027                  |            |            |
|                                    | Libertad Avanza (1)  |                       | Jonathan Roldan (LLA)              | Brandsen              | 2023       | 2027       |
|                                    | Libertad Avanza (1)  |                       | Maximiliano Corio (LLA)            | Campana               | 2023       | 2027       |
|                                    | Libertad Avanza (2)  |                       | Bautista Augusto (LLA)             | Cañuelas              | 2023       | 2027       |
| Valeria Medina (LLA)               | Libertad Avanza (2)  | Cañuelas              | 2023                               | 2027                  |            |            |
|                                    | Libertad Avanza (7)  |                       | Susana Keating (LLA)               | Capitán Sarmiento     | 2023       | 2027       |
| Marcelo Lemos (LLA)                | Libertad Avanza (7)  | Capitán Sarmiento     | 2023                               | 2027                  |            |            |
| Sandra Pujol (LLA)                 | Libertad Avanza (7)  | Capitán Sarmiento     | 2023                               | 2027                  |            |            |
| Hugo Russell (LLA)                 | Libertad Avanza (7)  | Capitán Sarmiento     | 2023                               | 2027                  |            |            |
| Domingo Sánchez (LLA)              | Libertad Avanza (7)  | Capitán Sarmiento     | 2023                               | 2027                  |            |            |
| Gustavo Semino (LLA)               | Libertad Avanza (7)  | Capitán Sarmiento     | 2023                               | 2027                  |            |            |
| Daniel Soria (LLA)                 | Libertad Avanza (7)  | Capitán Sarmiento     | 2023                               | 2027                  |            |            |
|                                    | Libertad Avanza (1)  |                       | Franco Cruseño (LLA)               | Carlos Casares        | 2023       | 2027       |
|                                    | Libertad Avanza (1)  |                       | Rubén Bottini (LLA)                | Coronel Pringles      | 2023       | 2027       |
|                                    | Libertad Avanza (4)  |                       | Juan Di Carlo (LLA)                | Coronel Rosales       | 2023       | 2027       |
| Pablo Gómez (LLA)                  | Libertad Avanza (4)  | Coronel Rosales       | 2023                               | 2027                  |            |            |
| Josefina Aguilera (LLA)            | Libertad Avanza (4)  | Coronel Rosales       | 2023                               | 2027                  |            |            |
| Encarnación Quiroga (LLA)          | Libertad Avanza (4)  | Coronel Rosales       | 2021                               | 2025                  |            |            |
|                                    | Libertad Avanza (1)  |                       | Alfredo Benz (LLA)                 | Coronel Suárez        | 2023       | 2027       |
|                                    | Libertad Avanza (1)  |                       | María Cristina Hernández (LLA)     | Daireaux              | 2023       | 2027       |
|                                    | Libertad Avanza (2)  |                       | Leandro Rojas (LLA)                | Ensenada              | 2023       | 2027       |
| Agustina Caparros (LLA)            | Libertad Avanza (2)  | Ensenada              | 2023                               | 2027                  |            |            |
|                                    | Libertad Avanza (5)  |                       | Mariana Huber (LLA)                | Escobar               | 2023       | 2027       |
| Diego Muzzio (LLA)                 | Libertad Avanza (5)  | Escobar               | 2023                               | 2027                  |            |            |
| Daniel Girotti (LLA)               | Libertad Avanza (5)  | Escobar               | 2023                               | 2027                  |            |            |
| Florencia Campo Dall Orto (LLA)    | Libertad Avanza (5)  | Escobar               | 2023                               | 2027                  |            |            |
| Diego Castagnaro (LLA)             | Libertad Avanza (5)  | Escobar               | 2021                               | 2025                  |            |            |
|                                    | Libertad Avanza (6)  |                       | Facundo Prieto (LLA)               | Esteban Echeverría    | 2023       | 2027       |
| Melina Baio (LLA)                  | Libertad Avanza (6)  | Esteban Echeverría    | 2023                               | 2027                  |            |            |
| Adrián Zalazar (LLA)               | Libertad Avanza (6)  | Esteban Echeverría    | 2023                               | 2027                  |            |            |
| Facundo Quiroga (LLA)              | Libertad Avanza (6)  | Esteban Echeverría    | 2023                               | 2027                  |            |            |
| Vanesa Gioia (LLA)                 | Libertad Avanza (6)  | Esteban Echeverría    | 2023                               | 2027                  |            |            |
| Rubén Ruíz (LLA)                   | Libertad Avanza (6)  | Esteban Echeverría    | 2023                               | 2027                  |            |            |
|                                    | Libertad Avanza (2)  |                       | Denisa Verón (LLA)                 | Exaltación de la Cruz | 2023       | 2027       |
| Esteban Lizaso (LLA)               | Libertad Avanza (2)  | Exaltación de la Cruz | 2023                               | 2027                  |            |            |
|                                    | Libertad Avanza (2)  |                       | Lorena Arias (LLA)                 | Ezeiza                | 2023       | 2027       |
| Diana Baez Gadea (LLA)             | Libertad Avanza (2)  | Ezeiza                | 2023                               | 2027                  |            |            |
|                                    | Libertad Avanza (2)  |                       | Marlene Canto (LLA)                | Florencio Varela      | 2023       | 2027       |
| Ezequiel Taborda (LLA)             | Libertad Avanza (2)  | Florencio Varela      | 2023                               | 2027                  |            |            |
|                                    | Libertad Avanza (1)  |                       | Uriel Mespulet (LLA)               | General Alvarado      | 2023       | 2027       |
|                                    | Libertad Avanza (1)  |                       | Edgardo Salerno (LLA)              | General Paz           | 2023       | 2027       |
|                                    | Libertad Avanza (2)  |                       | Emiliano Recalt (LLA)              | General Pueyrredón    | 2023       | 2027       |
| María Cecilia Martínez (LLA)       | Libertad Avanza (2)  | General Pueyrredón    | 2023                               | 2027                  |            |            |
|                                    | Libertad Avanza (2)  |                       | Matías Ledesma (LLA)               | General Rodríguez     | 2023       | 2027       |
| Daiana Duarte (LLA)                | Libertad Avanza (2)  | General Rodríguez     | 2023                               | 2027                  |            |            |
|                                    | Libertad Avanza (2)  |                       | Marcelo Gil (LLA)                  | General San Martín    | 2023       | 2027       |
| Verónica Caro (LLA)                | Libertad Avanza (2)  | General San Martín    | 2023                               | 2027                  |            |            |
|                                    | Libertad Avanza (4)  |                       | Agustín Bilotta (LLA)              | General Villegas      | 2023       | 2027       |
| Mariana Dominici (LLA)             | Libertad Avanza (4)  | General Villegas      | 2023                               | 2027                  |            |            |
| Sergio Tomaselli (LLA)             | Libertad Avanza (4)  | General Villegas      | 2023                               | 2027                  |            |            |
| Analía Balaudo (LLA)               | Libertad Avanza (4)  | General Villegas      | 2023                               | 2027                  |            |            |
|                                    | Libertad Avanza (2)  |                       | Roque Belizán (LLA)                | Hurlingham            | 2023       | 2027       |
| Claudia Serratti (LLA)             | Libertad Avanza (2)  | Hurlingham            | 2023                               | 2027                  |            |            |
|                                    | Libertad Avanza (2)  |                       | Marcelo Gil (LLA)                  | General San Martín    | 2023       | 2027       |
| Verónica Caro (LLA)                | Libertad Avanza (2)  | General San Martín    | 2023                               | 2027                  |            |            |
|                                    | Libertad Avanza (2)  |                       | Juan Francisco Larralde (LLA)      | Ituzaingó             | 2023       | 2027       |
| Agustina de la Iglesia (LLA)       | Libertad Avanza (2)  | Ituzaingó             | 2023                               | 2027                  |            |            |
|                                    | Libertad Avanza (3)  |                       | Mariano González (LLA)             | José C. Paz           | 2023       | 2027       |
| Nora Coronel (LLA)                 | Libertad Avanza (3)  | José C. Paz           | 2023                               | 2027                  |            |            |
| José Arribillaga (LLA)             | Libertad Avanza (3)  | José C. Paz           | 2023                               | 2027                  |            |            |
|                                    | Libertad Avanza (2)  |                       | Belén Veronelli (LLA)              | Junín                 | 2023       | 2027       |
| Juan Manuel Cornaglia Ré (LLA)     | Libertad Avanza (2)  | Junín                 | 2023                               | 2027                  |            |            |
|                                    | Libertad Avanza (2)  |                       | Amadeo Arebalo Moreira (LLA)       | La Costa              | 2023       | 2027       |
| Elizabeth Ferrín (LLA)             | Libertad Avanza (2)  | La Costa              | 2023                               | 2027                  |            |            |
|                                    | Libertad Avanza (3)  |                       | Lorena Ramos (LLA)                 | La Matanza            | 2023       | 2027       |
| Ricardo Lococo (LLA)               | Libertad Avanza (3)  | La Matanza            | 2023                               | 2027                  |            |            |
| Cecilia Zacarías (LLA)             | Libertad Avanza (3)  | La Matanza            | 2023                               | 2027                  |            |            |
|                                    | Libertad Avanza (4)  |                       | María Florencia Barcia (LLA)       | La Plata              | 2023       | 2027       |
| Guillermo Bardón (LLA)             | Libertad Avanza (4)  | La Plata              | 2023                               | 2027                  |            |            |
| María Florencia Defeo (LLA)        | Libertad Avanza (4)  | La Plata              | 2023                               | 2027                  |            |            |
| María Belén Muñoz (LLA)            | Libertad Avanza (4)  | La Plata              | 2023                               | 2027                  |            |            |
|                                    | Libertad Avanza (4)  |                       | Mariana Ayesa (LLA)                | Lanús                 | 2023       | 2027       |
| Marcelo Villa (LLA)                | Libertad Avanza (4)  | Lanús                 | 2023                               | 2027                  |            |            |
| Guillermo Bonafina (LLA)           | Libertad Avanza (4)  | Lanús                 | 2023                               | 2027                  |            |            |
| Claudia Serapio (LLA)              | Libertad Avanza (4)  | Lanús                 | 2023                               | 2027                  |            |            |
|                                    | Libertad Avanza (2)  |                       | Claudia Esterlús (LLA)             | Lincoln               | 2023       | 2027       |
| Luis María Castillo (LLA)          | Libertad Avanza (2)  | Lincoln               | 2023                               | 2027                  |            |            |
|                                    | Libertad Avanza (1)  |                       | David Porchedda (LLA)              | Lobos                 | 2023       | 2027       |
|                                    | Libertad Avanza (6)  |                       | Fernando Iantorno (LLA)            | Lomas de Zamora       | 2023       | 2027       |
| Andrea Martín (LLA)                | Libertad Avanza (6)  | Lomas de Zamora       | 2023                               | 2027                  |            |            |
| Juan Scarpa (LLA)                  | Libertad Avanza (6)  | Lomas de Zamora       | 2023                               | 2027                  |            |            |
| Guillermo Viñuales (LLA)           | Libertad Avanza (6)  | Lomas de Zamora       | 2023                               | 2027                  |            |            |
| Irene Jiménez (LLA)                | Libertad Avanza (6)  | Lomas de Zamora       | 2023                               | 2027                  |            |            |
| Cecilia Gómez (LLA)                | Libertad Avanza (6)  | Lomas de Zamora       | 2021                               | 2025                  |            |            |
|                                    | Libertad Avanza (3)  |                       | Lorena Lagana (LLA)                | Malvinas Argentinas   | 2023       | 2027       |
| Ayrton Caro (LLA)                  | Libertad Avanza (3)  | Malvinas Argentinas   | 2023                               | 2027                  |            |            |
| Patricia Ferreyra (LLA)            | Libertad Avanza (3)  | Malvinas Argentinas   | 2023                               | 2027                  |            |            |
|                                    | Libertad Avanza (1)  |                       | Cristian Prada (LLA)               | Mar Chiquita          | 2023       | 2027       |
|                                    | Libertad Avanza (2)  |                       | Julián Altamira (LLA)              | Marcos Paz            | 2023       | 2027       |
| Agustina Jauregui (LLA)            | Libertad Avanza (2)  | Marcos Paz            | 2023                               | 2027                  |            |            |
|                                    | Libertad Avanza (2)  |                       | Marcela Munarriz (LLA)             | Mercedes              | 2023       | 2027       |
| Gustavo Mangoni (LLA)              | Libertad Avanza (2)  | Mercedes              | 2023                               | 2027                  |            |            |
|                                    | Libertad Avanza (2)  |                       | Javier Paulucci (LLA)              | Merlo                 | 2023       | 2027       |
| Paola Toledo (LLA)                 | Libertad Avanza (2)  | Merlo                 | 2023                               | 2027                  |            |            |
|                                    | Libertad Avanza (1)  |                       | Leonardo Alfano (LLA)              | Monte                 | 2023       | 2027       |
|                                    | Libertad Avanza (2)  |                       | Silvia Manzo (LLA)                 | Monte Hermoso         | 2023       | 2027       |
| José Luis Sánchez (LLA)            | Libertad Avanza (2)  | Monte Hermoso         | 2023                               | 2027                  |            |            |
|                                    | Libertad Avanza (3)  |                       | Daniel Chávez (LLA)                | Moreno                | 2023       | 2027       |
| Ingrid Flessa (LLA)                | Libertad Avanza (3)  | Moreno                | 2023                               | 2027                  |            |            |
| Cristian Rufino Zárate (LLA)       | Libertad Avanza (3)  | Moreno                | 2023                               | 2027                  |            |            |
|                                    | Libertad Avanza (4)  |                       | María Traverso (LLA)               | Morón                 | 2023       | 2027       |
| Pablo Tozzi (LLA)                  | Libertad Avanza (4)  | Morón                 | 2023                               | 2027                  |            |            |
| Romina Fusco (LLA)                 | Libertad Avanza (4)  | Morón                 | 2023                               | 2027                  |            |            |
| Cecilia Solía (LLA)                | Libertad Avanza (4)  | Morón                 | 2023                               | 2027                  |            |            |
|                                    | Libertad Avanza (1)  |                       | Soledad Lozano (LLA)               | Navarro               | 2023       | 2027       |
|                                    | Libertad Avanza (1)  |                       | Mariano Valiante (LLA)             | Necochea              | 2023       | 2027       |
|                                    | Libertad Avanza (3)  |                       | Luis Moos (LLA)                    | Nueve de Julio        | 2023       | 2027       |
| Sol Ormaechea (LLA)                | Libertad Avanza (3)  | Nueve de Julio        | 2023                               | 2027                  |            |            |
| Pablo Giacomino (LLA)              | Libertad Avanza (3)  | Nueve de Julio        | 2023                               | 2027                  |            |            |
|                                    | Libertad Avanza (2)  |                       | Oliver Gamondi (LLA)               | Olavarría             | 2023       | 2027       |
| Paola Odello (LLA)                 | Libertad Avanza (2)  | Olavarría             | 2021                               | 2025                  |            |            |
|                                    | Libertad Avanza (2)  |                       | Roberto Martínez (LLA)             | Patagones             | 2023       | 2027       |
| Brisa Zelmer (LLA)                 | Libertad Avanza (2)  | Patagones             | 2023                               | 2027                  |            |            |
|                                    | Libertad Avanza (1)  |                       | Evangelina Aí (LLA)                | Pehuajó               | 2023       | 2027       |
|                                    | Libertad Avanza (3)  |                       | Jorge Dib (LLA)                    | Pergamino             | 2023       | 2027       |
| Ivana Tribouley (LLA)              | Libertad Avanza (3)  | Pergamino             | 2023                               | 2027                  |            |            |
| Gabriel Figueroa (LLA)             | Libertad Avanza (3)  | Pergamino             | 2023                               | 2027                  |            |            |
|                                    | Libertad Avanza (2)  |                       | Juan Martín Tito (LLA)             | Pilar                 | 2023       | 2027       |
| Solana Marchesan (LLA)             | Libertad Avanza (2)  | Pilar                 | 2023                               | 2027                  |            |            |
|                                    | Libertad Avanza (2)  |                       | Daniel Jouffré (LLA)               | Pinamar               | 2023       | 2027       |
| Sabrina Giraldi (LLA)              | Libertad Avanza (2)  | Pinamar               | 2023                               | 2027                  |            |            |
|                                    | Libertad Avanza (2)  |                       | Eduardo Guardia (LLA)              | Presidente Perón      | 2023       | 2027       |
| Yanina Sosa (LLA)                  | Libertad Avanza (2)  | Presidente Perón      | 2023                               | 2027                  |            |            |
|                                    | Libertad Avanza (1)  |                       | Carlos Lang (LLA)                  | Puan                  | 2023       | 2027       |
|                                    | Libertad Avanza (2)  |                       | Estefanía Albasetti (LLA)          | Quilmes               | 2023       | 2027       |
| Ricardo Rij (LLA)                  | Libertad Avanza (2)  | Quilmes               | 2023                               | 2027                  |            |            |
|                                    | Libertad Avanza (1)  |                       | Facundo Raposo (LLA)               | Rojas                 | 2023       | 2027       |
|                                    | Libertad Avanza (1)  |                       | Silvio Mosegui (LLA)               | Saavedra              | 2023       | 2027       |
|                                    | Libertad Avanza (1)  |                       | Juan Manuel Nicora Gutiérrez (LLA) | Saladillo             | 2023       | 2027       |
|                                    | Libertad Avanza (2)  |                       | Ivan Pérez Morelli (LLA)           | Salto                 | 2023       | 2027       |
| Cintia Franco (LLA)                | Libertad Avanza (2)  | Salto                 | 2023                               | 2027                  |            |            |
|                                    | Libertad Avanza (2)  |                       | Sandra Aranda (LLA)                | San Andrés de Giles   | 2023       | 2027       |
| Ariel Hure (LLA)                   | Libertad Avanza (2)  | San Andrés de Giles   | 2023                               | 2027                  |            |            |
|                                    | Libertad Avanza (1)  |                       | Pamela Ávila Bustamante (LLA)      | San Fernando          | 2023       | 2027       |
|                                    | Libertad Avanza (1)  |                       | Alberto Montes (LLA)               | San Isidro            | 2023       | 2027       |
|                                    | Libertad Avanza (2)  |                       | Carlos Romo (LLA)                  | San Miguel            | 2023       | 2027       |
|                                    | Libertad Avanza (2)  |                       | Nicolás Deatriz (LLA)              | San Nicolás           | 2023       | 2027       |
| Federica Weller (LLA)              | Libertad Avanza (2)  | San Nicolás           | 2023                               | 2027                  |            |            |
|                                    | Libertad Avanza (2)  |                       | Mauro De Rosa (LLA)                | San Pedro             | 2023       | 2027       |
| Fernando Negrete (LLA)             | Libertad Avanza (2)  | San Pedro             | 2023                               | 2027                  |            |            |
|                                    | Libertad Avanza (2)  |                       | Julián Mascia (LLA)                | San Vicente           | 2023       | 2027       |
| Marcela Sosa (LLA)                 | Libertad Avanza (2)  | San Vicente           | 2023                               | 2027                  |            |            |
|                                    | Libertad Avanza (1)  |                       | Federico Sánchez Chopa (LLA)       | Tandil                | 2023       | 2027       |
|                                    | Libertad Avanza (7)  |                       | Segundo Cernadas (LLA)             | Tigre                 | 2023       | 2027       |
| Josefina Pondé (LLA)               | Libertad Avanza (7)  | Tigre                 | 2023                               | 2027                  |            |            |
| Lisandro Lanzon (LLA)              | Libertad Avanza (7)  | Tigre                 | 2023                               | 2027                  |            |            |
| Ximena Pereyra (LLA)               | Libertad Avanza (7)  | Tigre                 | 2023                               | 2027                  |            |            |
| Mariano Pelayo (LLA)               | Libertad Avanza (7)  | Tigre                 | 2023                               | 2027                  |            |            |
| Marcela Césare (LLA)               | Libertad Avanza (7)  | Tigre                 | 2023                               | 2027                  |            |            |
| Sofía Bravo Adamoli (LLA)          | Libertad Avanza (7)  | Tigre                 | 2023                               | 2027                  |            |            |
|                                    | Libertad Avanza (1)  |                       | Daiana Juan (LLA)                  | Tornquist             | 2023       | 2027       |
|                                    | Libertad Avanza (2)  |                       | Gustavo Bories (LLA)               | Trenque Lauquen       | 2023       | 2027       |
| Jennifer Pérez (LLA)               | Libertad Avanza (2)  | Trenque Lauquen       | 2023                               | 2027                  |            |            |
|                                    | Libertad Avanza (2)  |                       | Omar Bartneche (LLA)               | Tres Arroyos          | 2023       | 2027       |
| Alberto Giordano (LLA)             | Libertad Avanza (2)  | Tres Arroyos          | 2023                               | 2027                  |            |            |
|                                    | Libertad Avanza (13) |                       | Hernán Lorenzo (LLA)               | Tres de Febrero       | 2023       | 2027       |
| Romina Aguirre (LLA)               | Libertad Avanza (13) | Tres de Febrero       | 2023                               | 2027                  |            |            |
| Mariano Allende (LLA)              | Libertad Avanza (13) | Tres de Febrero       | 2023                               | 2027                  |            |            |
| María de los Ángeles Berardi (LLA) | Libertad Avanza (13) | Tres de Febrero       | 2023                               | 2027                  |            |            |
| Cristian Lanzilotti (LLA)          | Libertad Avanza (13) | Tres de Febrero       | 2023                               | 2027                  |            |            |
| Juan Carlos Berns (LLA)            | Libertad Avanza (13) | Tres de Febrero       | 2023                               | 2027                  |            |            |
| Sheila Catapano (LLA)              | Libertad Avanza (13) | Tres de Febrero       | 2023                               | 2027                  |            |            |
| Pablo Casna (LLA)                  | Libertad Avanza (13) | Tres de Febrero       | 2023                               | 2027                  |            |            |
| Sofía Schiavo (LLA)                | Libertad Avanza (13) | Tres de Febrero       | 2023                               | 2027                  |            |            |
| Carlos Rampini (LLA)               | Libertad Avanza (13) | Tres de Febrero       | 2023                               | 2027                  |            |            |
| Lorena Ferrazo (LLA)               | Libertad Avanza (13) | Tres de Febrero       | 2023                               | 2027                  |            |            |
| Marcela Chávez (LLA)               | Libertad Avanza (13) | Tres de Febrero       | 2023                               | 2027                  |            |            |
| Gabriel Muñoz (LLA)                | Libertad Avanza (13) | Tres de Febrero       | 2023                               | 2027                  |            |            |
|                                    | Libertad Avanza (1)  |                       | José Luis Guarch (LLA)             | Veinticinco de Mayo   | 2023       | 2027       |
|                                    | Libertad Avanza (3)  |                       | Luis Palomino (LLA)                | Vicente López         | 2023       | 2027       |
| María Rosa Malano (LLA)            | Libertad Avanza (3)  | Vicente López         | 2023                               | 2027                  |            |            |
| Marta Tello (LLA)                  | Libertad Avanza (3)  | Vicente López         | 2023                               | 2027                  |            |            |
|                                    | Libertad Avanza (3)  |                       | Luis Vilvas (LLA)                  | Villa Gesell          | 2023       | 2027       |
| Adrián Green (LLA)                 | Libertad Avanza (3)  | Villa Gesell          | 2023                               | 2027                  |            |            |
| Emiliano Peluffo (LLA)             | Libertad Avanza (3)  | Villa Gesell          | 2023                               | 2027                  |            |            |
|                                    | Libertad Avanza (2)  |                       | Leandro Ledesma (LLA)              | Villarino             | 2023       | 2027       |
| Flavia Gómez (LLA)                 | Libertad Avanza (2)  | Villarino             | 2023                               | 2027                  |            |            |
|                                    | Libertad Avanza (2)  |                       | Lautaro Fenestraz (LLA)            | Zárate                | 2023       | 2027       |
| Daiana Hergert (LLA)               | Libertad Avanza (2)  | Zárate                | 2023                               | 2027                  |            |            |
| Chubut                             |                      |                       |                                    |                       |            |            |
|                                    | Libertad Avanza (1)  |                       | Melisa Lapadú (LLA)                | El Hoyo               | 2023       | 2027       |
| Formosa                            |                      |                       |                                    |                       |            |            |
|                                    | Libertad Avanza (1)  |                       | Macarena Romero Depretto (LLA)     | Formosa               | 2023       | 2027       |
| Neuquén                            |                      |                       |                                    |                       |            |            |
|                                    | Libertad Avanza (1)  |                       | Nicolás Montero (LLA)              | Neuquén               | 2023       | 2027       |
| Río Negro                          |                      |                       |                                    |                       |            |            |
|                                    | Libertad Avanza (1)  |                       | Julián Goinhex (LLA)               | General Roca          | 2023       | 2027       |
| Salta                              |                      |                       |                                    |                       |            |            |
|                                    | Libertad Avanza (1)  |                       | Gabriela Rueda (LLA)               | Chicoana              | 2023       | 2027       |
|                                    | Libertad Avanza (4)  |                       | Carolina Guantay (LLA)             | Orán                  | 2023       | 2027       |
| Sabrina Gomila (LLA)               | Libertad Avanza (4)  | Orán                  | 2023                               | 2027                  |            |            |
| Carlos Suárez (LLA)                | Libertad Avanza (4)  | Orán                  | 2023                               | 2027                  |            |            |
| Mirta Copes (LLA)                  | Libertad Avanza (4)  | Orán                  | 2023                               | 2027                  |            |            |
|                                    | Libertad Avanza (1)  |                       | Laura Saravia (LLA)                | Salta                 | 2023       | 2027       |
|                                    | Libertad Avanza (1)  |                       | Manuel Moreno (LLA)                | Tartagal              | 2023       | 2027       |
| Santa Fe                           |                      |                       |                                    |                       |            |            |
|                                    | Libertad Avanza (1)  |                       | Franco Mazzoli (LLA)               | Cañada de Gómez       | 2023       | 2027       |
| Tierra del Fuego                   |                      |                       |                                    |                       |            |            |
|                                    | Libertad Avanza (1)  |                       | Belén Monte de Oca (LLA)           | Ushuaia               | 2023       | 2027       |

#### Intendentes Provinciales
| Intendentes  | Intendentes             | Intendentes         | Intendentes | Intendentes | Intendentes | Intendentes |
| Nombre       | Nombre                  | Partido             | Mandato     | Mandato     |             |             |
| Nombre       | Nombre                  | Partido             | Inicio      | Fin         |             |             |
| ------------ | ----------------------- | ------------------- | ----------- | ----------- | ----------- | ----------- |
| Buenos Aires |                         |                     |             |             |             |             |
|              | Fernanda Astorino (LLA) | Capitán Sarmiento   | 2023        | 2027        |             |             |
|              | Diego Valenzuela (LLA)  | Tres de Febrero     | 2023        | 2027        |             |             |
|              | Ramiro Egüen (LLA)      | Veinticinco de Mayo | 2023        | 2027        |             |             |
| Córdoba      |                         |                     |             |             |             |             |
|              | Héctor González (LLA)   | Rayo Cortado        | 2023        | 2027        |             |             |
|              | Adrián Radice (LLA)     | Villa El Chacay     | 2023        | 2027        |             |             |

## Resultados Electorales

### Elecciones de orden provincial
|  | 30,13 % |

|  | 45,65 % |

|  | 11,17 % |

|  | 21,11 % |

|  | 21,93 % |

|  | 25,30 % |